# 영웅반란
《영웅반란》은 1997년 8월 18일부터 1997년 9월 2일까지 MBC 월화 드라마였는데 폭력적인 내용 때문에 비판을 받기도 했다.

## 등장 인물

### 주요 인물
- 차인표 : 한영웅 역
- 윤손하 : 박춘복 역
- 권용운
- 최윤영 : 안정미 역

### 그 외 인물
- 김을동 : 한영웅의 어머니 역
- 홍성민 : 나 회장 역(자료에 들어있는 내용들은 모두 대출 및 비자금이 적혀 있어서 뇌물 등의 혐의로 처벌 받게 되어 구속을 당함.)
- 이희도 : 김 회장 역
- 국정환 : 오 회장 역
- 강남길 : 이 실장 역
- 박철 : 나대로 역
- 박영지 : 김 의원 역
- 최종환 : 경수 역
- 김정은 : 영자 역
- 김지영 : 미숙 역
- 서범석
- 안재환

## 참고 사항
- 윤손하는 KBS 2TV 월화 드라마 《질주》에 섭외를 받았으나 나중에 섭외된 《영웅반란》에 출연하면서 KBS 측으로부터 항의를 받았다.[2]